# Monte San Martino (Alpi)
Il Monte San Martino (Svet Martin in sloveno), è una montagna delle Alpi alta 987 m. È situata nella parte orientale della regione Friuli-Venezia Giulia, nel comune di Grimacco, tra le vallate del Cosizza e dell'Alberone.

## Geografia

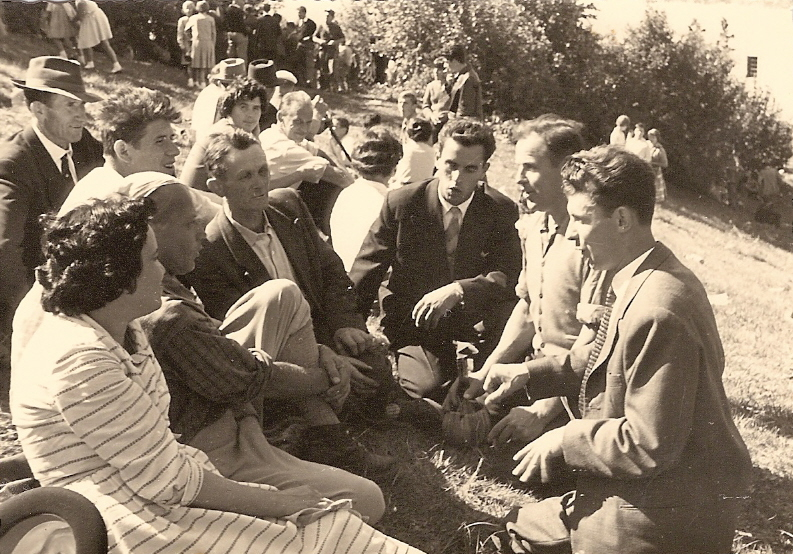
La sagra di S. Martino (1961)

Il monte è alto 987 metri s.l.m. e, oggigiorno, è facilmente raggiungibile partendo dal passo del Priavelo (663 metri), percorrendo un sentiero o una mulattiera sistemata di recente. Attraversando boschi di castagni e prati fioriti di margherite, mughetti, crochi ed altre piante selvatiche, si raggiunge in breve tempo la cima, costituita da due ripiani erbosi. Sul primo ripiano (965 metri) è posizionata la chiesetta votiva dedicata all'omonimo santo, costruita, in stile romanico, nel XIII secolo; sul secondo, poco distante, c'è la vetta del rilievo.
Intorno alla chiesetta si tiene, nella terza domenica di settembre, una delle caratteristiche sagre slovene (kuatarinca), che ancora richiama tanti fedeli anche da paesi lontani.
Sulle pendici del monte sono ubicati gli ingressi di due grotte accatastate con i nomi di Grotta a W di Monte S.Martino e Pozzo dell'acqua e quello di una foiba nominata Foiba del monte San Martino.

## Storia
Il sito fu frequentato già in epoche remote, come dimostra il ritrovamento in loco, nel 1998, di un ripostiglio contenente nove attrezzi di epoca tardo antica.
La chiesetta venne menzionata, per la prima volta, nel 1299 in un atto d'insediamento feudale "et idem ius habet in monte S.Martini in Trivin ad festivitatem ecclesie S. Martini".
Il monte, per la sua posizione strategica a cavallo di due valli e nelle vicinanze di un valico, fu, sin da tempi antichi, un luogo di avvistamento e vigilanza. Proprio presso la sua cima, il 21-22 aprile 1848 volontari della popolazione locale difesero i confini della patria dalle truppe austroungariche che, provenienti dal vicino passo di Luico, si dirigevano verso la città di Udine insorta. La capitolazione della città rese inutile qualsiasi ulteriore azione e portò allo scioglimento del gruppo di difensori e all'emanazione dell'ordine del disarmo e della sottomissione. L'avvenimento è ricordato da un cippo eretto nei pressi della chiesetta.

## Rifugi
Nel mese di giugno del 2016, alla quota di 679 m., nei pressi del passo del Priavelo, è stato inaugurato un ricovero montano, costruito in muratura su due piani, chiamato Baita C.A.I. Val Natisone.

## Traversate
- La zona del monte è attraversata dal sentiero CAI n.761 (Scrutto - Clastra - passo San Martino - monte San Martino - bocchetta di Topolò). La durata del percorso è di circa 5 ore[13]. Alla bocchetta di Topolò si incrocia il sentiero n. 745 che conduce o verso Polava o al borgo di Topolò[14]
- Il rilievo è interessato anche dall'itinerario n.7 dei Sentieri di pace. Il percorso, che si può effettuare sia a piedi che in mountain bike, prevede la partenza da Clodig, il transito per il passo Prievalo, la cima del monte San Martino, il paese di Topolò e il ritorno al punto di partenza. La lunghezza dell'itinerario è di 13 chilometri e il dislivello è di circa 734 metri; è di facile percorribilità a piedi e di difficoltà medio-alta in mountain bike[15].